# Лозюк Руслан Володимирович
Русла́н Володи́мирович Лозю́к — прапорщик Збройних сил України.
Вояк 128-ї бригади. Брав участь у боях за ЛАП. Брав участь у боях за Дебальцеве. Поранений в ногу, вийшов з оточення.

## Нагороди
За особисту мужність і героїзм, виявлені у захисті державного суверенітету та територіальної цілісності України, вірність військовій присязі під час російсько-української війни нагороджений
- орденом «За мужність» III ступеня (9.4.2015).